# Sherman Township (comté de DeKalb, Missouri)
Pour les articles homonymes, voir Sherman Township et Sherman.
Sherman Township est un township du comté de DeKalb dans le Missouri, aux États-Unis,.
Le township est fondé en 1870 et baptisé en référence à William Tecumseh Sherman, général de l'Armée de l'Union lors de la guerre de Sécession.

## Source de la traduction
- (en) Cet article est partiellement ou en totalité issu de l’article de Wikipédia en anglais intitulé « Sherman Township, DeKalb County, Missouri » (voir la liste des auteurs).